# Jerusalem (Venray)

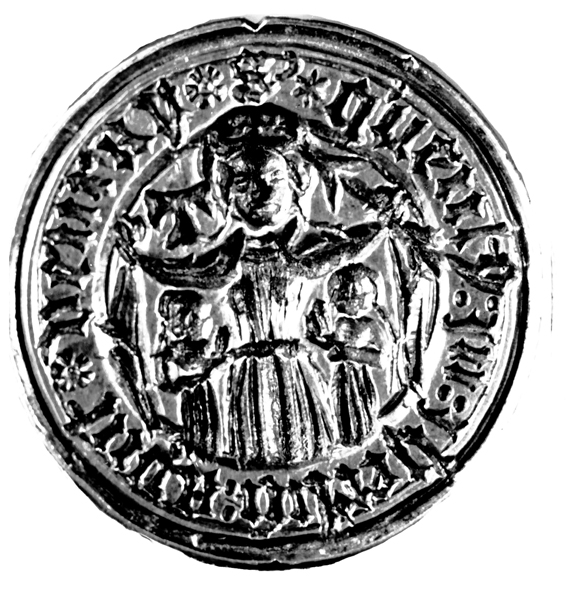
Zegel van het in 1467 gestichte klooster Jerusalem. In het midden Sint-Ursula met onder haar mantel twee maagden. Ter linkerzijde van haar hoofd een pijl en ter rechterzijde het T-symbool van Antonius Abt. Rondom de tekst: S. Conventus in Jherusalem aput Venray.

Jerusalem is een voormalig klooster, later meisjesinternaat, aan de Heuvelstraat in de Nederlandse plaats Venray.

## Geschiedenis

### Augustinessenklooster
De naam 'Jerusalem' is in Venray al sinds 1467 bekend, omdat hier in dat jaar onder invloed van de Moderne Devotie een klooster werd gesticht onder die naam. Dit klooster werd gewijd aan Sint Antonius Abt en Sint Ursula met de Tienduizend Maagden. Het werd bewoond door de Kanunnikessen van de H. Augustinus. Dezen leefden van het kopiëren van boeken, het weven van doeken en het opvoeden van meisjes. Zij vormden in Venray de enige instantie die, naast de Latijnse school, onderricht mocht geven. In 1802 werd dit klooster opgeheven op last van Napoleon. De toenmalige rector Saedt verkocht het gebouw in 1810 en bleef er tot zijn dood wonen, samen met de overgebleven oud-kanunnikessen. Toen hij in 1835 stierf, had hij het gebouw en alles wat ertoe behoorde bij testament vermaakt aan de Sint-Petrus' Bandenkerk onder de uitdrukkelijke voorwaarde dat het, zo gauw dat wettelijk mogelijk was, weer in dienst moest worden gesteld van de opvoeding van meisjes.

### Ursulinenklooster en meisjesinternaat

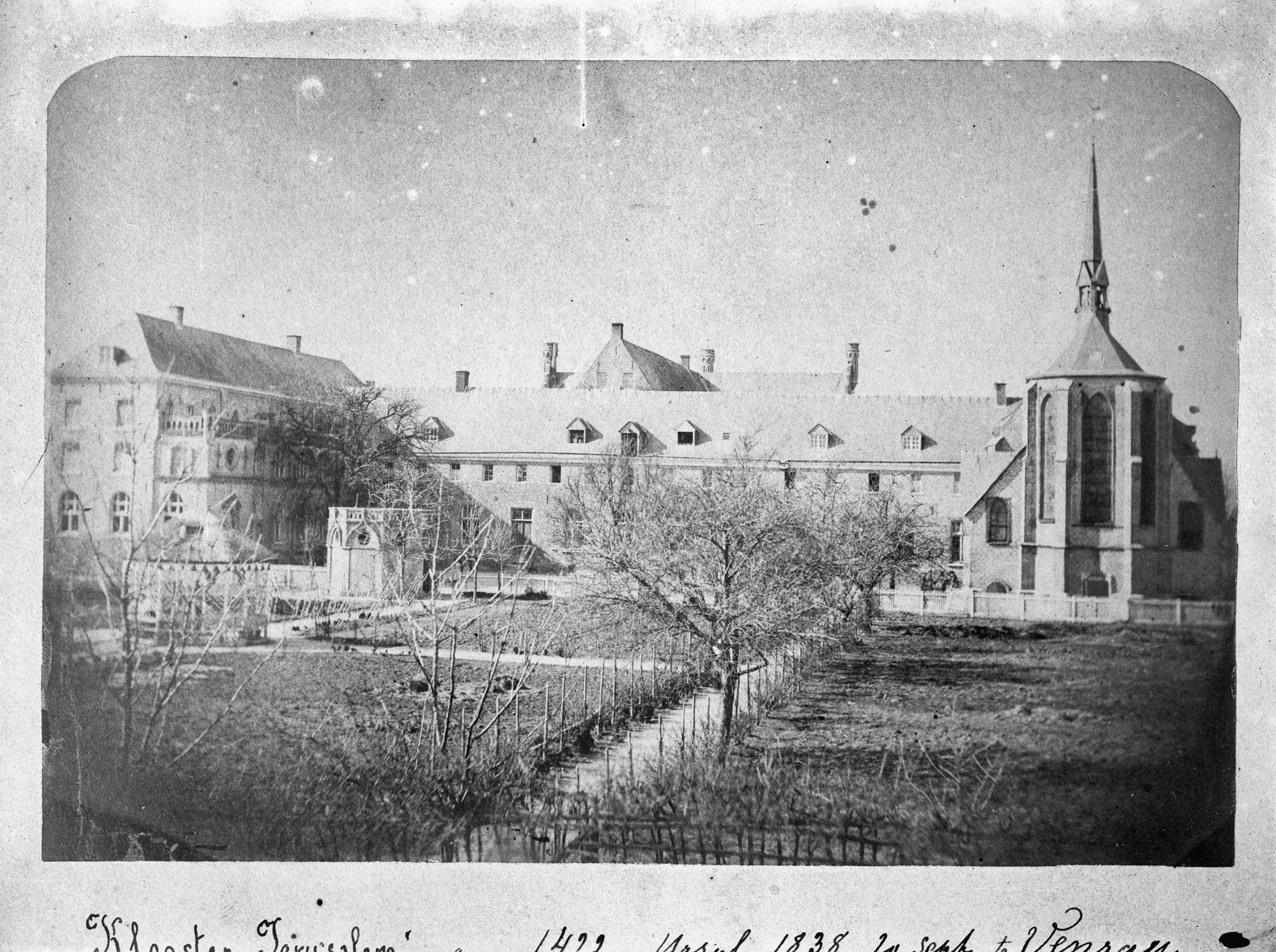
Nieuw Jerusalem, eind 19e eeuw

In 1838 was het zover. Omdat Venray toen (tijdelijk) onder het gezag van de katholieke Belgische regering stond, mocht er weer een klooster worden gesticht. Pastoor Lambertus van Elsberg van Venray had al in 1835 via mgr. Cornelis van Bommel, bisschop van Luik (Venray viel toen onder het bisdom Luik), aan pastoor Lambertz van Tildonk (België) verzocht om enkele zusters uit zijn nieuw gestichte congregatie van ursulinen naar Venray te sturen. Op 27 september 1838 arriveerden acht jonge zusters in een huifkar te Venray en begonnen met de opbouw van het nieuwe Jerusalem. De zusters Ursulinen van Tildonk wisten van het nieuwe Jerusalem een in heel katholiek Nederland (en daarbuiten) bekend meisjespensionaat te maken.
In 1915 hebben zij het eerste rooms-katholieke meisjesgymnasium van Nederland opgericht en in 1928 een middelbare meisjesschool (mms) die in 1968 samengevoegd werden tot de R.K. Scholengemeenschap Jerusalem.

### Opheffing klooster en school
De Venrayse kloostergemeenschap der ursulinen werd in de jaren 1970 opgeheven bij gebrek aan roepingen. Het na de oorlog vernieuwde kloostergebouw werd in 1974 verkocht aan de gemeente Venray, die het verbouwde tot gemeentehuis.
In 1995 werd ook de school opgeheven ten gevolge van een grootscheepse reorganisatie van het onderwijs in de regio Horst-Venray. Het grootste deel van de directie en het docentenkorps van Jerusalem ging over naar het nieuw gestichte Dendron College in Horst.
De naam Jerusalem leefde daarna nog enige jaren voort in het Kunstencentrum Jerusalem (dans-, muziek-, schilder-, teken-, theateronderwijs), dat gevestigd was in het vroegere schoolgebouw van Jerusalem. Na stopzetting van de subsidie werd dit kunstencentrum in 2017 opgeheven.

## Bekende leerlingen
- Lucie Vuylsteke (1903-1987), apotheker en politica
- Leonora Gisberta Leeuwenberg (1905-1998), docente scheikunde en hulpverlener ondergedoken joden
- Elisabeth Nuijens (1910-2008), historica en chartermeester

## Erfgoed
Van het middeleeuwse klooster en het negentiende-eeuwse klooster-internaat is niets meer over. De overgebleven gebouwen dateren alle van de naoorlogse periode en vormen een gemeentelijk monument.

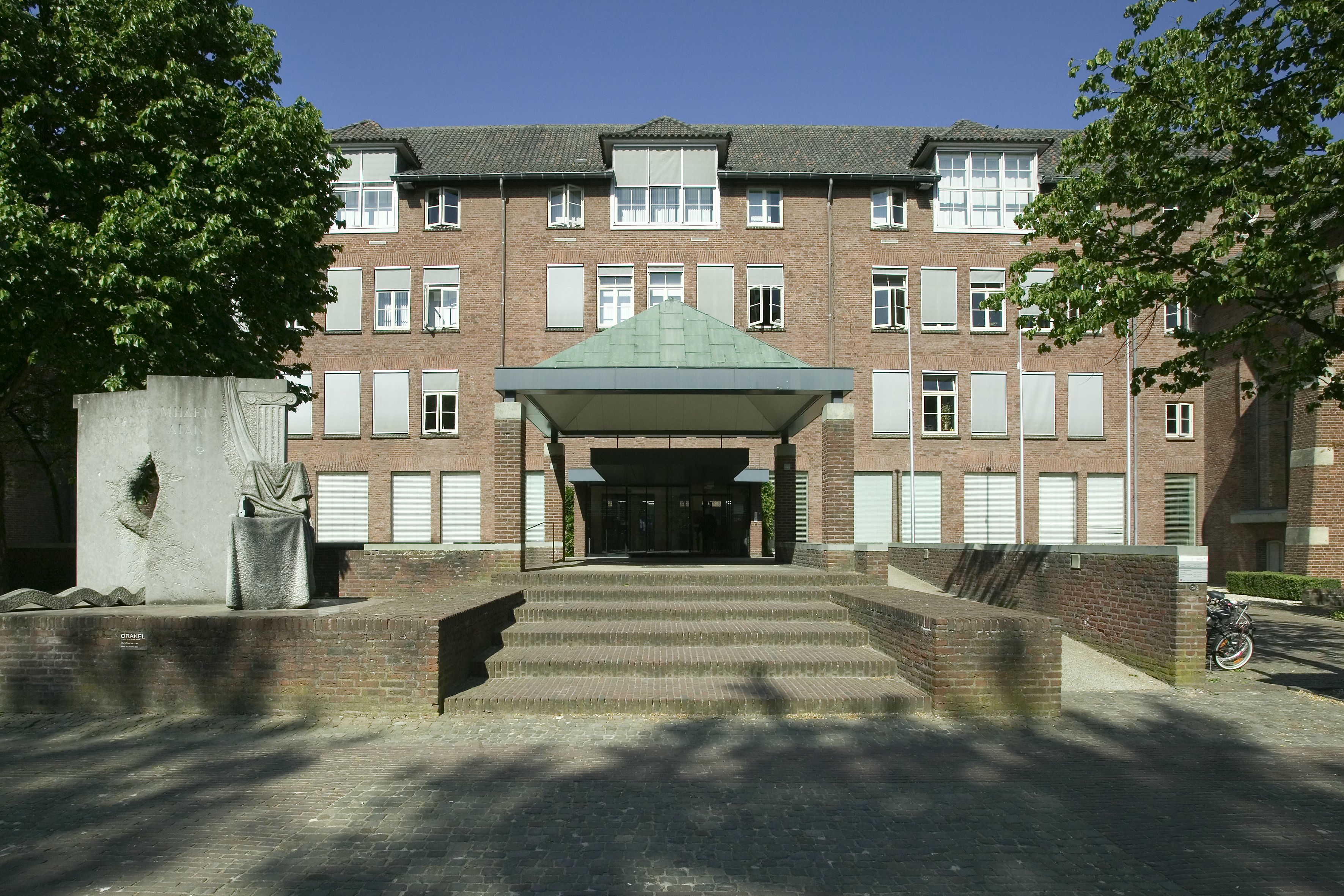
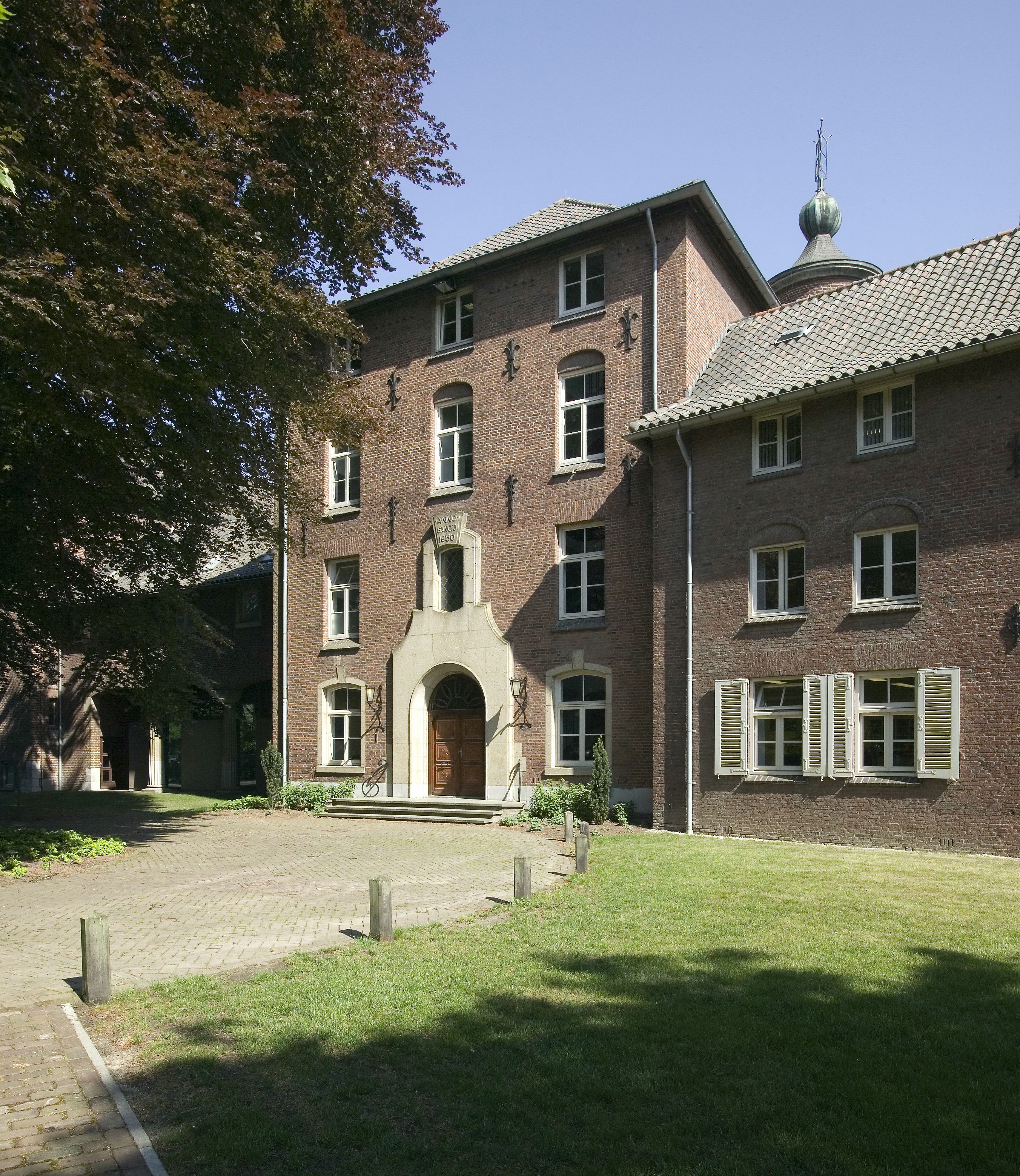
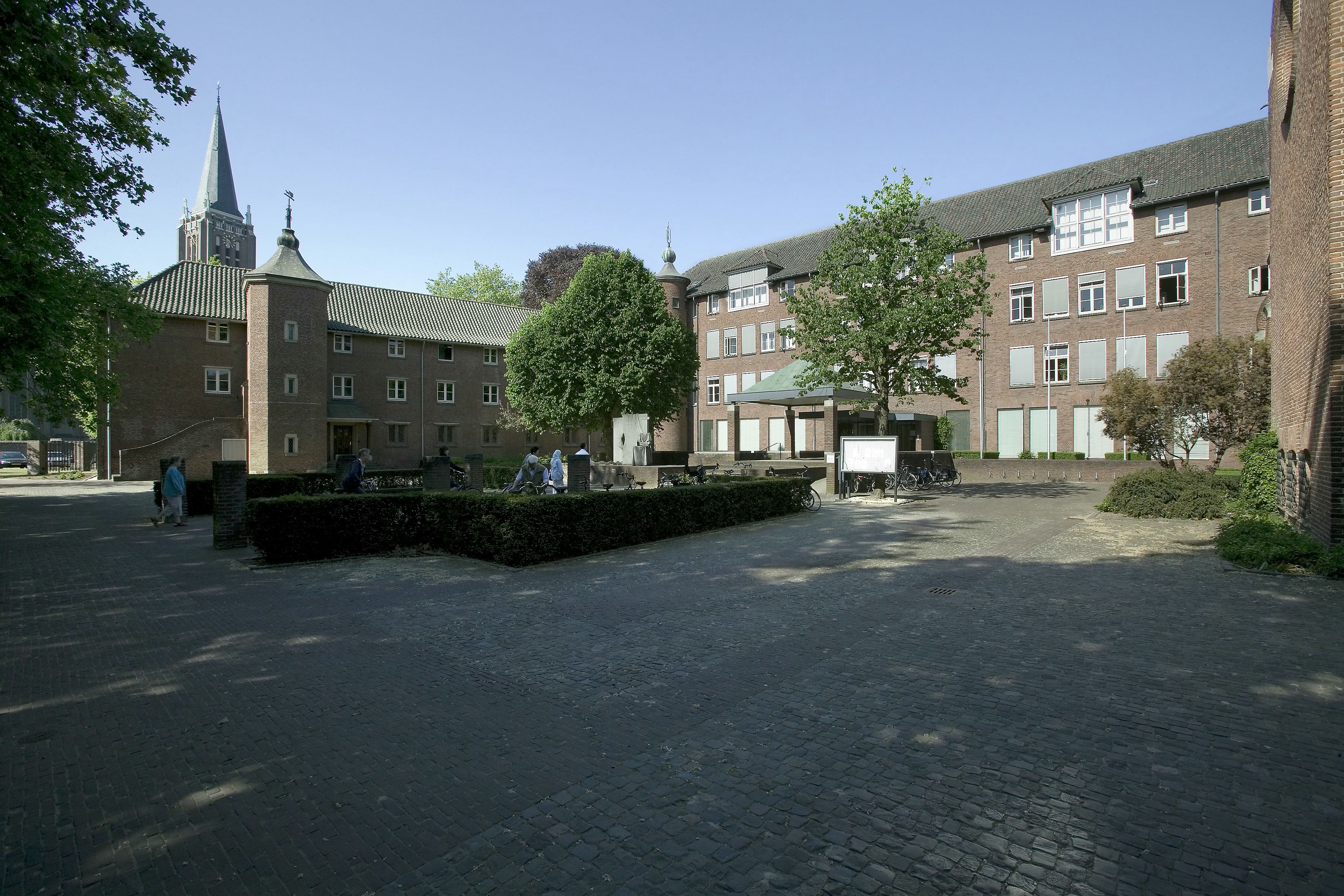
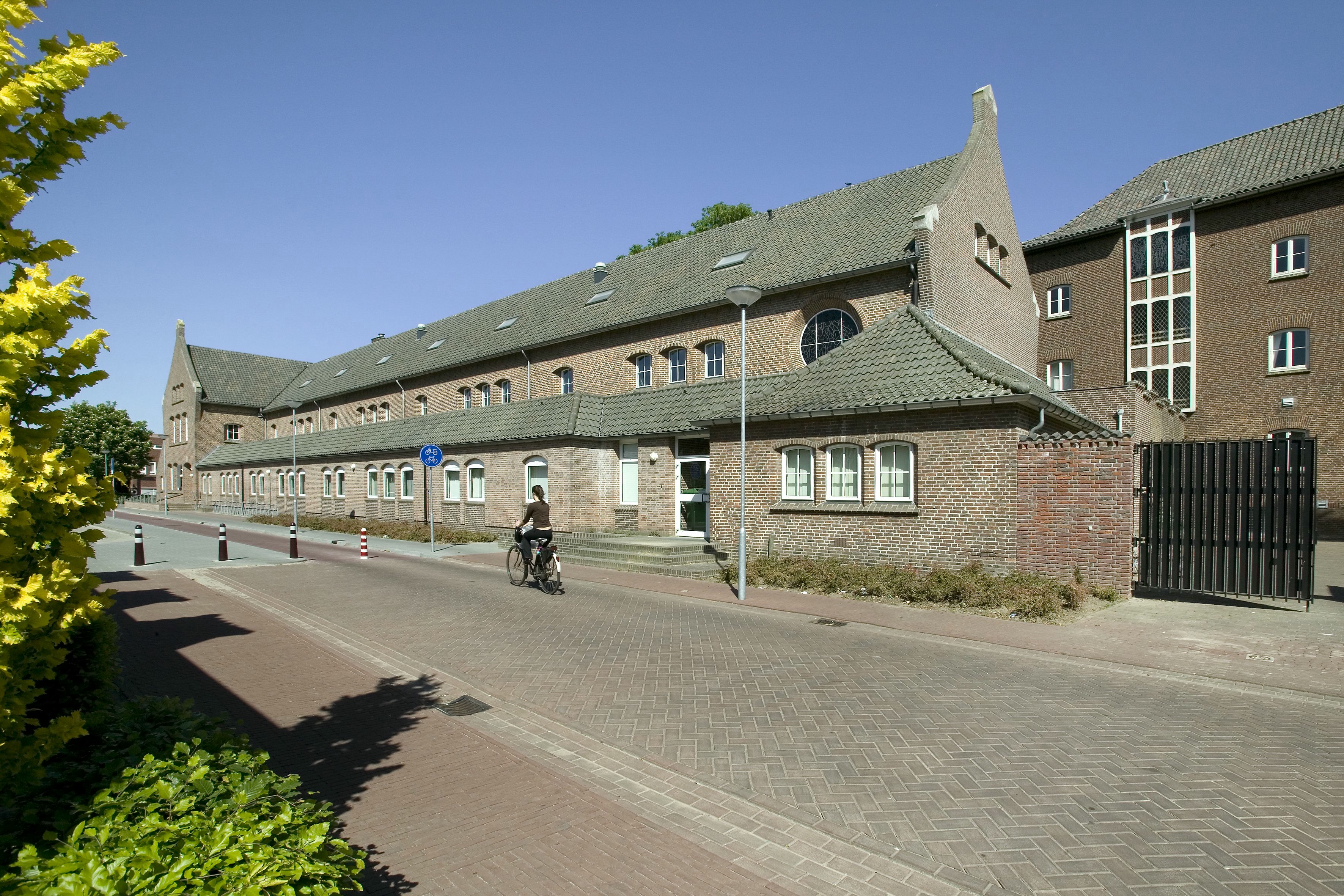
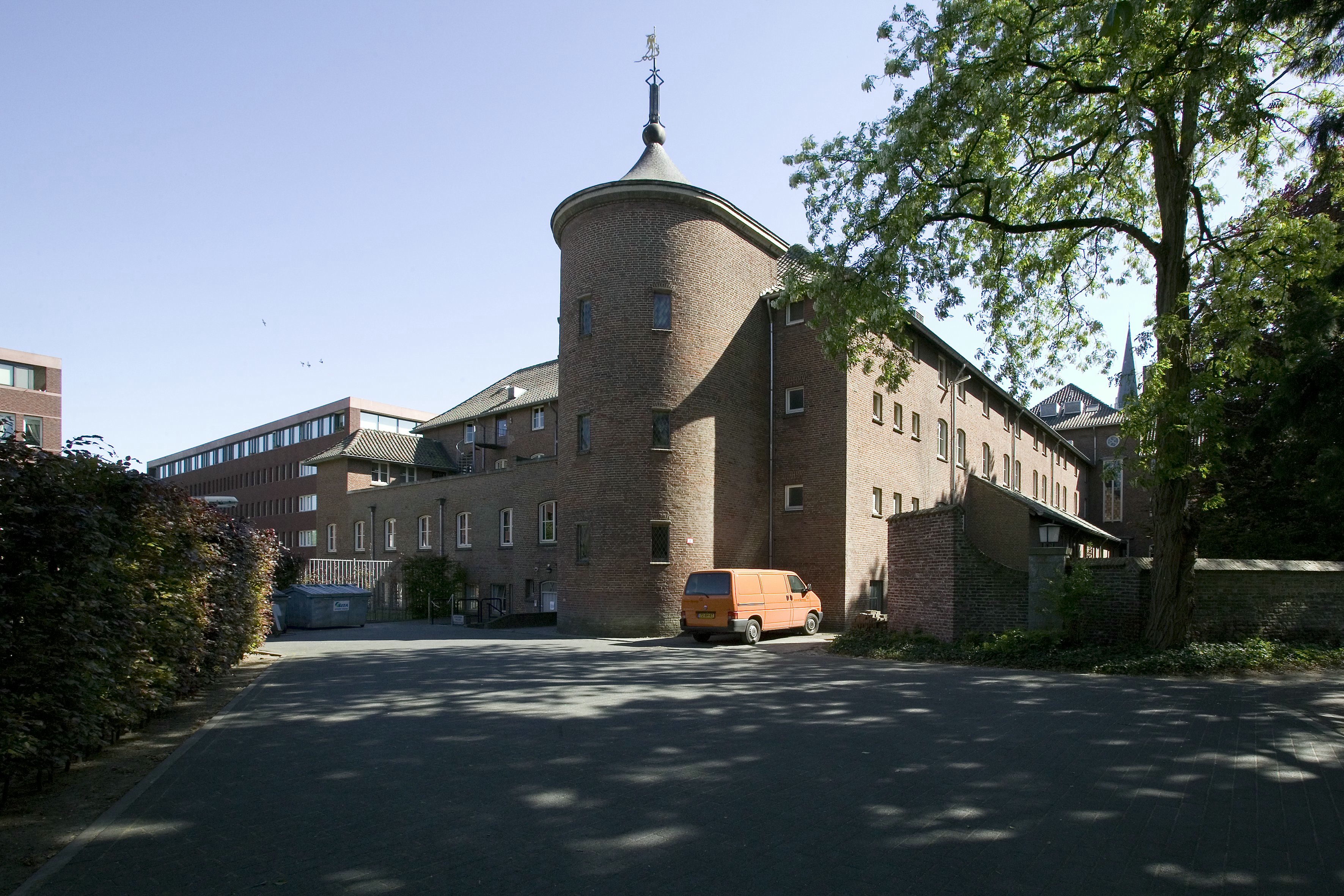